# James Innes-Ker (5e duc de Roxburghe)
James Innes-Ker, 5e duc de Roxburghe (10 janvier 1736 - 19 juillet 1823) est un noble écossais.

## Jeunesse
Il est le fils aîné survivant d'Henry Innes, 5e baronnet (c. 1711 –1762) et Anne Drummonda Grant (1711–1771). Ses grands-pères sont Harry Innes, 4e baronnet, qui représente la circonscription d'Elginshire du Parlement écossais de 1704 à 1707, et James Grant, 6e baronnet, député d'Inverness-shire et d'Elgin Burghs.
À la mort de son père en 1762, il lui succède comme baronnet d'Innes.

## Revendication du duché de Roxburghe
Par le biais de la famille Innes, il est un descendant de Robert Ker (1er comte de Roxburghe), et en 1812 revendique duché vacant de Roxburghe. La lutte pour la succession du titre dure sept ans de litiges constants; selon une biographie, "les avocats ont rarement rencontré une récolte plus riche. Les tribunaux d'Édimbourg et de Londres se sont délectés de revendications contradictoires, et la Chambre des lords a été troublée par des appels interminables. " À la mort de John Ker (3e duc de Roxburghe), qui ne s'est jamais marié, ses principaux titres et ses grands domaines productifs reviennent à William Bellenden-Ker (4e duc de Roxburghe), décédé peu de temps après, sans héritiers. La succession est contestée par le major-général Walter Ker et William Drummond; et ce n'est qu'à grands frais que le 11 mai 1812 le litige est tranché en faveur de sir James, descendant de Lady Innes, la troisième fille de Hary, Lord Ker, fils du premier comte de Roxburghe.
Lord Bellenden descend du deuxième duc; Le général Ker prétend être l'héritier mâle du premier, et M. Drummond héritier mâle du second comte, de sorte que la question tourne autour de la construction d'un entail, qui a donné le droit à la lignée féminine. Parmi les autres demandeurs, John Bellenden Ker Gawler (v. 1765–1842), célèbre en tant que botaniste et auteur de Archaeology of Popular Phrases and Nursery Rhymes (1837), dont le fils est le réformateur juridique Charles Henry Bellenden Ker (v. 1785– 1871). Il est à noter que 25 ans plus tard, la fille de Walter Ker, Essex Ker, est impliquée dans un litige contre les avocats de son père en lien avec des obligations émises pour couvrir les coûts du litige de succession .

## Vie privée
James prend le nom d'Innes-Ker et devient le 5e duc de Roxburghe. Il se marie deux fois, d'abord à Mary Wray (1729 / 30–1807), la première fille de John Wray, 12e baronnet et sœur de Cecil Wray (13e baronnet) (en), le 19 avril 1769 . Sa première épouse est décédée en 1807 et, le 28 juillet 1807, il se remarie avec Harriet Charlewood, une fille de Benjamin Charlewood, de Windlesham, Surrey. Ils sont les parents de:
- James Innes-Ker (6e duc de Roxburghe) (1816–1879), qui épouse Susanna Stephania Dalbiac, le seul enfant de James Charles Dalbiac (en) [4].

Innes-Ker meurt le 19 juillet 1823, et son fils unique issu de son deuxième mariage lui succède. Quatre ans après sa mort, sa veuve se remarie avec le lieutenant-colonel Walter Frederick O'Reilly, du Royal African Corps, le 14 novembre 1827.